# 火風暴 (漫畫)
火風暴（英語：Firestorm）是DC漫畫旗下的虛構漫畫超級英雄，同時也是數名角色曾使用過的名字。該角最知名的是以雙重身分（角色）來組成一名英雄而聞名。羅尼·雷蒙（Ronnie Raymond）和馬丁·斯坦因（Martin Stein）是火風暴的第一個化身，於《Firestorm the Nuclear Man》#1（1978年3月）首次登場，由葛瑞·康維與艾爾·米爾格龍所創作。而傑森·魯西（Jason Rusch）的版本則較為現代，他首次於《火風暴》第三卷#1（2004年7月）中登場，由丹·喬利和克里斯·克羅斯所創作。其他版本的反派角色也曾以死亡風暴作為稱號。

## 人物
最初的火風暴以有著雙重身份而聞名。起源於高中生羅尼·雷蒙和物理學家兼諾貝爾獎得主馬丁·斯坦因共同捲入「核人」的火災風暴事故後，而使兩人合而為一。事故期間，在斯坦因昏迷不醒時，雷蒙心中發出了一個強烈的聲音，並突然變身成為「火風暴」的模樣；此時的他儘管擁有超能力，但無法控制他們的雙重形式。斯坦因最初完全沒有意識到他們的雙重身份，而是到雷蒙說服了他。
之後，在與正義聯盟共同作戰後，火風暴到內華達沙漠與俄羅斯的核子超級英雄炙土對峙，便因一顆原子彈而使兩名英雄融合在一起，成為了全新的火風暴；由羅尼·雷蒙和俄羅斯人米哈伊爾·阿卡丁（Mikhail Arkadin）所組成，而斯坦因則開始以教授的身份協助他們。
在2004年，DC與編劇丹·喬利和藝術家ChrisCross再次重新推出了《火風暴》漫畫。主角則改為傑森·魯西。傑森是一名17歲並生活在底特律的少年，他一心只想逃離自己的家鄉。在父親失業和母親的離去後，傑森為了大學基金而幫當地的混混工作（送信小弟）。在工作期間，他被因雷蒙去世而打算尋找新主人的火風暴相中。在此之後，傑森努力應對他的新身份和力量，並也造成了他的僱主所發生的死亡鬥爭。

## 其他媒體

### 電視劇
- 《超级英雄战队：展现传奇的强大力量（英语：SuperFriends : The Legendary Super Powers Show）》和《正义联盟：银河守护者（英语：The Super Powers Team: Galactic Guardians）》：羅尼由馬克·L·泰勒（Mark L. Taylor）配音，馬丁則由歐蘭·索爾（英语：Olan Soule）（第一季）與肯·桑蘇姆（英语：Ken Sansom）（第二季）配音。
- 《蝙蝠俠智勇悍將》：傑森由泰勒·詹姆斯·威廉斯（英语：Tyler James Williams）配音，羅尼則由比爾·法格巴克配音。
- 在綠箭宇宙中，羅尼·雷蒙由羅比·艾梅爾飾演[3]，而馬丁·斯坦因則由維克多·賈博飾演[4]。羅尼死後星辰實驗室找到的傑弗森·「傑克斯」·傑克森（法蘭茲・德拉梅（英语：Franz Drameh）飾演）接替火風暴的位置，隨後加入明日傳奇團隊。地球2的火風暴以死亡風暴（Deathstorm）為稱號。
  - 《閃電俠》固定角色
  - 《雌狐》客串角色
  - 《綠箭俠》客串角色
  - 《女超人》客串角色
  - 《明日傳奇》主演角色：年輕的斯坦因教授則由格雷姆·麥克科姆（Graeme McComb）飾演。
- 《正義聯盟：即刻行動（英语：Justice League Action）》：羅尼由P·J·拜恩配音，馬丁則由史蒂芬·托波羅斯基（英语：Stephen Tobolowsky）配音。

### 電影
- 《正義聯盟：兩面夾擊》：2010年動畫電影。傑森由切德里奇·亞布魯（英语：Cedric Yarbrough）配音。
- 《乐高DC超级英雄：闪电侠（英语：Lego DC Comics Super Heroes: The Flash）》：2018年動畫電影。傑森由菲爾·拉瑪配音。

### 電子遊戲
- 《樂高蝙蝠俠3：飛越高譚市》：由諾蘭·諾斯配音（羅尼和馬丁的版本）。
- 《超級英雄：武力對決2》：傑森（或可改成傑克斯）由奧格·班克斯（英语：Ogie Banks）配音，馬丁則由弗瑞德・塔塔薛瑞（英语：Fred Tatasciore）配音[5]。

## 外部連結
- Firestorm at Don Markstein's Toonopedia. Archived from the original on 2016-07-29.
- 漫画书数据库：Firestorm (Martin Stein/Ronnie Raymond)
- 漫画书数据库：Firestorm (Raymond/Arkadin/Stein)
- 漫画书数据库：Firestorm (Ronald Raymond)
- 漫画书数据库：Firestorm (Martin Stein)
- 漫画书数据库：Firestorm (Jason Rusch)
- Brady, Matt. . Newsarama. 2006-07-08. （原始内容存档于2008-12-11）.